# 1130 Skuld
1130 Skuld је астероид главног астероидног појаса са средњом удаљеношћу од Сунца која износи 2,228 астрономских јединица (АЈ).
Апсолутна магнитуда астероида је 12,1 а геометријски албедо 0,121.